# Myxococcota
Deltaproteobacteria (do grego delta, quarta  letra do alfabeto grego; + Proteus, deus do oceano capaz de mudar de forma; + bakterion, pequeno bastão; + ia, sufixo que indica classe) é uma classe de bactérias gram-negativas do filo Proteobacteria. A classe é baseada na análise filogenética de seqüências de 16S rRNA, e todos os membros são relacionados com a ordem-tipo Myxococcales.

## Ordens
- Candidatus Magnetoglobus multicellularis' Abreu et al. 2007
- Bdellovibrionales Garrity, Bell & Lilburn 2006
- "Desulfarcales" publicação não validada
- Desulfobacterales Kuever, Rainey & Widell 2006
- Desulfovibrionales Kuever, Rainey & Widell 2006
- Desulfurellales Kuever, Rainey & Widell 2006
- Desulfuromonadales Kuever, Rainey & Widell 2006
- Myxococcales Tchan, Pochon & Prévot 1948
- Syntrophobacterales Kuever, Rainey & Widell 2006